# Sowjetische Panzerproduktion im Zweiten Weltkrieg
Die Sowjetische Panzerproduktion im Zweiten Weltkrieg umfasste die Produktion zwischen 22. Juni 1941 und dem 9. Mai 1945.

## Vorgeschichte
Naturgemäß erfordert die Fertigung von Panzern, Waffen und schwerem militärischen Gerät eine spezielle Industrie. Während im zaristischen Russland die Artilleriehersteller Putilow und Obuchow mit ihren Artilleriewaffen besonders wichtig waren, änderte sich die Situation nach dem russischen Bürgerkrieg. Die nach dem Ende des Zarenreichs entstandene Sowjetunion durchlief einige harte Umstrukturierungen im industriellen und landwirtschaftlichen Bereich.
Mit Beginn der 1930er Jahre verfügte die Sowjetunion jedoch bereits über eine nicht unerhebliche Fertigungskapazität im Rüstungsbereich. Welche initial noch ausländische Entwürfe kopiert doch zunehmend, durch eigene Prototypen und Versuche unabhängig von ausländischer Ingenieursleistung wurde.
Die Zahl der im Kriegsverlauf in die Panzerfertigung involvierten Fabriken ist groß und wirkt anfänglich unübersichtlich. Durch die kyrillische Schreibweise, deren mal deutsche und mal englische Übersetzung entsteht eine verwirrende Vielzahl von Bezeichnungen, welche im Abschnitt Fabriken sortiert werden soll.
Ein wichtiger sowjetischer Panzertyp der Vorkriegszeit war der Typ BT (auch Betuschka genannt) von dem in der Maschinenbauwerk Nr. 183 (ChPZ) bis Ende der 1930er Jahre über 7.000 Stück gefertigt wurden.

## Allgemein
Die Panzerindustrie unterstand dem Volkskommissariat für Panzerindustrie, welches am 11. September 1941 gegründet wurde. Am 25. Juni 1941 legte das Politbüro den Produktionsplan für Panzer bis Ende 1941 fest, der detailliert für jeden Betrieb die Produktion festlegte. Vom KW-Panzer sollten 1295 und vom T-34 2900 Stück produziert werden. Nach Bogdan Musial ist es bemerkenswert das der Plan weitgehend erfüllt wurde.

## Produktionszahlen
In der Übersicht wird die Steigerung und Entwicklung der Fertigung durch eine Auflistung der Haupttypen dargestellt.
| Typ   | 1941  | 1942  | 1943  | 1944 | 1945 | Total  |
| ----- | ----- | ----- | ----- | ---- | ---- | ------ |
| T-40  | 41    | 181   |       |      |      | 222    |
| T-50  | 48    | 15    |       |      |      | 63     |
| T-60  | 1.818 | 4.474 |       |      |      | 6.292  |
| T-70  |       | 4.883 | 3.343 |      |      | 8.226  |
| T-80  |       |       | 120   |      |      | 120    |
| Total | 1.907 | 9.553 | 3.463 |      |      | 14.923 |

| Typ     | 1941  | 1942   | 1943   | 1944   | 1945  | Total  |
| ------- | ----- | ------ | ------ | ------ | ----- | ------ |
| T-34    | 3.014 | 12.553 | 15.529 | 2.995  |       | 34.091 |
| T-34/85 |       |        | 283    | 11.778 | 7.230 | 23.661 |
| T-44    |       |        |        |        | 200   | 200    |
| Total   | 3.014 | 12.553 | 15.812 | 14.773 | 7.430 | 53.582 |

| Typ   | 1941  | 1942  | 1943 | 1944  | 1945  | Total |
| ----- | ----- | ----- | ---- | ----- | ----- | ----- |
| KW-1  | 1.121 | 1.753 |      |       |       | 2.874 |
| KW-2  | 232   |       |      |       |       | 232   |
| KW-1S |       | 780   | 452  |       |       | 1.232 |
| KW-85 |       |       | 130  |       |       | 130   |
| IS-2  |       |       | 102  | 2.252 | 1.500 | 3.854 |
| Total | 1.353 | 2.533 | 684  | 2.252 | 1.500 | 8.322 |

| Typ             | 1941 | 1942 | 1943  | 1944   | 1945  | Total  |
| --------------- | ---- | ---- | ----- | ------ | ----- | ------ |
| SU-76           |      | 26   | 1.928 | 7.155  | 3.562 | 12.671 |
| SU-122          |      | 25   | 630   | 493    |       | 1.148  |
| SU-85           |      |      | 750   | 1.300  |       | 2.050  |
| SU-100          |      |      |       | 500    | 1.175 | 1.675  |
| SU-152          |      |      | 704   |        |       | 704    |
| ISU-122/ISU-152 |      |      | 35    | 2.510  | 1.530 | 4.075  |
| Total           |      | 51   | 4.047 | 11.958 | 6.267 | 22.323 |

| Alle Modelle     | 1941  | 1942   | 1943   | 1944   | 1945   | Total  |
| ---------------- | ----- | ------ | ------ | ------ | ------ | ------ |
| Jahresproduktion | 6.274 | 24.690 | 24.006 | 28.983 | 15.197 | 99.150 |

## Fabriken
Zu Beginn des Vaterländischen Krieges fanden sich viele Fertigungsstätten der Panzerindustrie in westlichen Landesteilen. Nachdem die Wehrmacht kontinuierlich nach Osten vorstieß, war die sowjetische Führung zu einer schmerzlichen Entscheidung gezwungen, welche die Fertigungszahlen für die Jahre 1941 und 1942 beeinflussen sollte. Man beschloss, die Produktionsstätten der Panzer weiter nach Osten zu verlegen und in einem gewaltigen Kraftakt gelang es, die Fertigungsanlagen an neuen Standorten in Betrieb zu nehmen. Hierzu wurden auch die Belegschaften der Fabriken mit an die neuen Standorte gebracht.
Zu Beginn des Krieges war die Fertigung von T-34 in den Modellvarianten 1940 und 1941 bewaffnet mit L-11 oder F-34 Kanonen im Werk Transportmaschinenwerk Malyschew Charkiw Nr. 183 (KhPZ) (russisch: Завод имени Малышева/Malyschew-Werk) in Charkow bereits angelaufen. Anfang 1941 begann auch die Stalingrader Traktorenfabrik (STZ) mit der Fertigung von T-34, denn das Zentralkomitee der Kommunistischen Partei war durch die schnelle Niederlage von Frankreich unangenehm überrascht und erhöhte die Produktionsquoten für neue Panzer.
Bei Kriegsbeginn lag das sowjetische Produktionspotential unter jenem des deutschen Reiches und die Fabriken lagen überwiegend im Westen des Landes, so dass durch den Vorstoß der Wehrmacht das Risiko bestand, dass die dortigen Fabriken, wie das Werk Nr. 183 (KhPZ) in die Hand der deutschen Invasoren fallen könnten. Deshalb erteilte das Nationale Verteidigungskomitee im September 1941 den Befehl die kriegswichtigen Fertigungsstätten an den Ural zu verlegen. Im Juli 1941 begann die Fabrik Krasnoje Sormowo Nr. 112 (russisch: Красное Сормово) mit der Produktion des T-34 und im November 1941 wurden die ersten Panzer von dort ausgeliefert. Das größte Werk, die Fabrik Nr. 183, wurde ab Mitte September 1941 sukzessive per Eisenbahn nach Nischni Tagil tief im Ural verlegt. Aus der dortigen Uraler Waggon Fabrik (Уралвагонзавод) und weiteren 11 dorthin verlegten Betrieben beziehungsweise Betriebsteilen wurde das Uraler Panzer Werk Nr. 183 Uralwagonsawod-Werk Nr. 183 (Уральский танковый завод № 183). Schon am 8. Dezember wurden in dieser neuen Fertigung die ersten T-34 gebaut.
Die sowjetische Panzerproduktion konzentrierte sich dann ab 1942 auf fünf großen Zentren:
- Tscheljabinski Traktorny Sawod (Tankograd) mit 60.000 Arbeitern (1944) stellte hauptsächlich schwere Panzer her
- Uralwagonsawod in Nischni Tagil war die zweitgrößte Panzerfabrik, verfügte über 40.000 Arbeiter und stellte mittlere Panzer her
- Uralmasch in Swerdlowsk mit 27.000 Arbeitern vor dem Krieg stellte mittlere Panzer her
- Fabrik Nr. 174 Lenin in Omsk mit 15.000 Arbeitern stellte mittlere Panzer her
- Fabrik Nr. 38 in Kirov mit 8.000–10.000 Arbeitern 1944 stellte leichte Panzer her

Für die Panzerproduktion wurden Werke umgerüstet, die vorher Autos und Traktoren herstellten. Die Autofabriken wurden auf die Produktion von leichten Panzer und Selbstfahrlafetten umgerüstet, die Traktorenwerke auf mittlere und schwere Panzer. Diese Werke waren oft nach amerikanischen Vorbildern errichtet worden, aber wesentlich größer. Das Werk in Tscheljabinsk hatte die dreifache Kapazität seines Models des Caterpillar Werks in Peoria. Die Traktorenwerke in Stalingrad und Charkow waren doppelt so groß wie ihr Vorbild, das Milwaukee Werk der International Harvester Corporation.
Die Fabrik in Tscheljabinsk arbeitete nach dem Prinzip der vertikalen Konzentration, das heißt alle Komponenten für das komplette Produkt wurden vor Ort gebaut. Dies hatte den Vorteil, dass keine Teile über weite Strecken transportiert werden mussten. Die Fabrik arbeitete nach dem Fließbandprinzip, die Panzer liefen eine Produktionsstraße entlang, an deren Ende der fertige Panzer herausfuhr. Deutsche Fabriken arbeiteten dagegen nach dem Prinzip der Gruppenfertigung, wo immer eine Gruppe von Panzern gleichzeitig fertig gestellt wurde.
Die Geschichte des Großen Vaterländischen Krieges der Sowjetunion schreibt, dass zwei Drittel der Gesamtproduktion aus den drei größten Werken kam und dass diese riesigen Anlagen es gestatteten, die Panzer in großen Serien und mit moderner Technologie herzustellen. Als weltweit erstmalige Neuerungen im Panzerbau nennt sie den Guss von Stahlteilen in Kokillen statt in Sandformen, das Pressen statt Gießen von Panzertürmen, die Verwendung von Hochfrequenzströmen zur Oberflächenhärtung und das automatisierte Lichtbogenschweißen nach Jewgeni Oskarowitsch Paton.
Am 24. Juli 1943 wandte sich Nikita S. Chruschtschow an Stalin, dass das 2. Panzerkorps Tasinski der Woronescher Front 98 neue T-34 vom Panzerwerk Omsk erhalten habe, von denen 32 wegen technischer Probleme nicht eingesetzt werden konnten. 25 von 34 T-34 aus dem Werk in Nischni Tagil wiesen ernsthafte technische Mängel auf.

### Übersicht der Fertigungsstätten
| Standort (Stadt)           | Fabrik Nr. | Russisch                                       | Englisch                                               | Deutsch                                | Anmerkung                                                                              |
| -------------------------- | ---------- | ---------------------------------------------- | ------------------------------------------------------ | -------------------------------------- | -------------------------------------------------------------------------------------- |
| Charkiw                    | 75         |                                                | Kharkiv Diesel Factory                                 |                                        | T-34-Motoren                                                                           |
| Charkiw                    | 183        | Харьковский паровозостроительный завод         | Kharkiv Komintern Locomotive Factory (KhPZ)            | Maschinenbauwerk Nr. 183               | Charkower Lokomotivwerk Komintern bis 1936 dann umbenannt - T-26; BT; T-28; T-34; T-34 |
| Stalingrad (Wolgograd)     |            | Сталинградский тракторный завод                | Dzerzhinsky Stalingrad Tractor Factory (STZ)           | Stalingrader Traktorenwerk             | T-34                                                                                   |
| Nischni Nowgorod (Gorki)   | 112        | Судостроительное предприятие "Кра́сное Со́рмово" | Krasnoye Sormovo Factory No. 112                       | Fabrik Nr. 112 Krasnoje Sormowo        | T-18; T-34                                                                             |
| Omsk                       | 174        | Омский завод транспортного машиностроения      | Omsk Lenin Factory No. 174                             | Fabrik Nr. 174 (Woroschilowwerk)       | T-26 ; T-50; T-34                                                                      |
| Nischni Tagil              |            | Уралвагонзавод                                 | Uralvagonzavod (UVZ)                                   | Uralwagonsawod                         | T-34                                                                                   |
| Tscheljabinsk              | 100        | Челябинский тракторный завод                   | Chelyabinsk Kirow Factory (ChTZ)                       | Tscheljabinsker Traktorenwerk (TschTS) | inoffiziell als Tankograd bezeichnet - KW; IS; SU-152; ISU-122; ISU-152; T-34; SU-85   |
| Leningrad (St. Petersburg) | 185        |                                                | Factory No. 185 (S.M.Kirov)                            |                                        | teilweise ex Bolshevik No. 232 / teilweise integriert in Tankograd - T-26; T-35; T-34  |
| Leningrad (St. Petersburg) | 100        | Кировский завод                                | Kirov Plant                                            | Kirowwerk Nr. 100                      | ex Putilowski Sawod / teilweise integriert in Tankograd - KW; T-34; IS                 |
| Leningrad (St. Petersburg) | 174        |                                                |                                                        |                                        | teilweise ex Bolshevik No. 232 / 1941 nach Chkalow / 1942 nach Omsk                    |
| Yekaterinburg (Swerdlowsk) |            | Уральский Машиностроительный Завод             | Ordzhonikidze Ural Heavy Machine Building Plant (UZTM) | Ural-Maschinenbaufabrik                | auch als Uralmasch bekannt - T-34; SU-85; SU-122; SU-100                               |
| Moskau                     | 37         | Завод № 37                                     | Factory No. 37                                         | Werk Nr. 37                            | verlegt nach Swertlowsk - T-38; T-40, T-20 Komsomoletz; T-60; T-70; SU-76              |